# Jacqueline Biaye
Jacqueline Biaye, née le 14 août 1978, est une lutteuse sénégalaise. 

## Carrière
Dans la catégorie des moins de 62 kg, elle est médaillée d'argent aux championnats d'Afrique 2001. Dans la catégorie des moins de 59 kg, elle obtient la médaille de bronze aux championnats d'Afrique 2002 et termine 18e des championnats du monde 2002. Elle est médaillée de bronze en moins de 67 kg aux championnats d'Afrique 2005.